# شلومو جازيت
شلومو جازيت (مواليد 1926 في إسطنبول - 8 أكتوبر 2020)، هو ضابط عسكري وأكاديمي إسرائيلي. حمل رتبة لواء في الجيش الإسرائيلي، وترأس مديرية المخابرات العسكرية الإسرائيلية. شغل فيما بعد منصب رئيس جامعة بن غوريون ورئيس الوكالة اليهودية.